# Tobias Lelle
Tobias Lelle (* 15. Juni 1955) ist ein deutscher Schauspieler und Synchronsprecher.

## Werdegang
Lelle stand mit fünf Jahren erstmals für Hörspielproduktionen beim Südwestfunk in Baden-Baden vor dem Mikrofon. Seine Schauspielausbildung absolvierte er 1979 am Mozarteum in Salzburg. Anschließend hatte er bis 1983 ein festes Engagement am Nationaltheater Mannheim. Seit 1986 ist er als Synchronsprecher tätig und lieh seine Stimme unter anderem Steve Buscemi, Woody Harrelson und Steve Zahn. Bekannt ist Tobias Lelle auch als deutsche Synchronstimme von „Apu Nahasapemapetilón“ aus der Serie Die Simpsons. Im Hörspiel Der Herr der Ringe (SWF/WDR, 1991/1992) spricht er Meriadoc „Merry“ Brandybock. Auch in der Verfilmung von Der Hobbit ist Tobias Lelle zu hören – als deutscher Synchronsprecher des Zwergs Dori. Im Jahr 2010 lieh er „Slinky Dog“ in Toy Story 3 seine Stimme. Für Larry Joe Campbell sprach er von 2001 bis 2009 in der Sitcom Immer wieder Jim Jims Schwager Andy. 2015 ersetzte Lelle Eberhard Prüter, nach dessen Tod, als die deutsche Stimme des Thaddäus Tentakel im Kinofilm SpongeBob Schwammkopf 3D.
Als Schauspieler spielte er unter anderem in Schloß Königswald von Peter Schamoni sowie in der Derrick-Episode Die Nacht, in der Ronda starb.

## Filmografie (Auswahl)
- 1975: Tatort – Schöne Belinda
- 1986: Tatort – Einer sah den Mörder
- 1986: Derrick: Die Nacht, in der Ronda starb
- 1989: Ein Fall für zwei: Die Quittung
- 1991: Schwarz Rot Gold: Schmutziges Gold

### Synchron-/Sprechrollen

#### Michael Rooker
- 2014: als Yondu Udonta in Guardians of the Galaxy
- 2017: als Yondu Udonta in Guardians of the Galaxy Vol. 2
- 2021: als Buddy in Fast & Furious 9
- 2021: als Clyde Dutton in Love and Monsters
- 2022: als Yondu Udonta in The Guardians of the Galaxy Holiday Special
- 2021, 2023–2024: als Yondu Udonta in What If…?

#### Filme
- 1997: Damian Lewis als Patrick Connor in Robinson Crusoe
- 1999: Glenn Fitzgerald als Sean in The Sixth Sense
- 2001: Ben Crompton als Ewan in 102 Dalmatiner
- 2002: Julian Casey als Inspektor Lestrade in Sherlock Holmes – Der Vampir von Whitechapel
- 2011: Peter Jacobson als Acer in Cars 2
- 2012: Steve Buscemi als Wayne in Hotel Transsilvanien
- 2014: als Herr Klaue in Der kleine Drache Kokosnuss
- 2015: Rodger Bumpass als Thaddäus Tentakel in SpongeBob Schwammkopf 3D
- 2015: Michael Beattie als VNC-Ansager in Minions
- 2015: Sean Harris als Solomon Lane in Mission: Impossible – Rogue Nation
- 2015: Davey Grant als Phospho in Mune － Der Wächter des Mondes
- 2015: Steve Buscemi als Wayne in Hotel Transsilvanien 2
- 2016: Karen Badalov als Psychologe in Survival Game
- 2017: Steve Buscemi als Francis E. Francis in The Boss Baby
- 2017: Peter Capaldi als Mr. Curry in Paddington 2
- 2018: Sean Harris als Solomon Lane in Mission: Impossible – Fallout
- 2018: Steve Buscemi als Wayne in Hotel Transsilvanien 3 – Ein Monster Urlaub
- 2019: Robert Carlyle als John Lennon in Yesterday
- 2019: Leonid Timtsunik als Cable in Coma
- 2020: Bob Odenkirk als Pater March in Little Women
- 2021: Ray McKinnon als Simon Boudlin in Neues aus der Welt
- 2022: Michael Beattie als VNC-Ansager in Minions – Auf der Suche nach dem Mini-Boss

#### Serien
- seit 2000 als Mort in Family Guy
- 2001–2009: Larry Joe Campbell als Andy in Immer wieder Jim
- 2005–2007: Martin Mull als Vlad Masters/ Vlad Plasmius in Danny Phantom
- 2006–2012: John Scurti als Kenneth „Lou“ Shea in Rescue Me
- 2010–2013: Lane Napper als Lane Alexander in Victorious
- 2015: Paul Dobson als Fenwick in Ninjago
- 2015–2019: Ned Dennehy als Paddy Fitzgerald in Glitch
- 2017–2023: Martin Cummins als Tom Keller in Riverdale
- 2017–2018: Jim Cummings als Hondo Ohnaka (2. Stimme) in Star Wars Rebels
- 2018–2021: Garret Dillahunt als John Dorie in Fear the Walking Dead (Fernsehserie)
- 2020: Mark Gatiss als  Frank Renfield in Dracula
- 2021: Hubert Delattre in Paris Police 1900 als Jules Guérin
- 2023: Navy CIS: L.A. für Jere Burns als Howard Pembrook
- 2024: James Madio in The Penguin als Milos Grapa

#### Videospiele
2025: Jim Cummings in Star Wars Outlaws als Hondo Ohnaka

## Hörspiele
- 1968: Jakov Lind: Angst – Regie: Ludwig Cremer (SWF/BR)
- 1971: Helmut Höfling: Das Schatzschiff – Regie: Benno Schurr (Ariola)
- 1985: Katharina Faber: Nachbarn – Regie: Heinz Nesselrath (Hörspiel – SWF/NDR)
- 2005: Mathias Greffrath: „Windows“ oder „Müssen wir uns Bill Gates als einen glücklichen Menschen vorstellen?“ – Komposition: Martina Eisenreich – Regie: Bernadette Sonnenbichler (Hörspiel-Monolog – BR)
- 2015: ARD Radio Tatort 86, In fremder Erde, Saarländischer Rundfunk, als Dr. Klaus von Beer – Regie: Stefan Dutt
- 2016: Morgan & Bailey (erste Folge),  Der Wolf im Schafspelz, Contendo Media, als George MacDonald – Regie: Christoph Piasecki